# グアナフアト国際空港
グアナフアト国際空港（グアナフアトこくさいくうこう）は、メキシコのグアナフアト州、レオン郊外にある国際空港。レオンの20km南東に位置している。

## 主な航空会社
- ボラリス
- ビバアエロブス
- アエロメヒコ航空
- アメリカン航空
- ユナイテッド航空

## 主な就航路線
旅客数上位 : ティフアナ、カンクン、メキシコシティ、モンテレイ、ダラス/フォートワース